# Демократы (партия, Италия)
Демократы (итал. I Democratici) — итальянская левоцентристская политическая партия, просуществовавшая с 1999 по 2002 год.

## История
27 февраля 1999 года по инициативе Романо Проди, Антонио Ди Пьетро и Франческо Рутелли на основе нескольких политических структур (основу партии составили Италия ценностей и возглавляемое Рутелли «Движение мэров», иначе называемое Centocittà, то есть «Сто городов») была создана новая левоцентристская партия под названием «Демократы», которую возглавил Проди. В качестве логотипа организации было принято изображение ослика, что позволило наблюдателям говорить о желании итальянских политиков взять за образец Демократическую партию США. Лидер Итальянской народной партии Франко Марини отказался от объединения, заявив о сохранении ею христианско-демократической идеологии.
Романо Проди вскоре оставил руководство новой партией, поскольку 24 марта 1999 года был назначен председателем Европейской комиссии.
На выборах в Европейский парламент 13 июня 1999 года «Демократы» получили 7,73 % голосов избирателей и обеспечили себе 6 мест из 87, отведённых Италии
.
3 декабря 1999 года председателем партии избран Артуро Паризи.
В 2000 году «Демократы» поддержали формирование второго правительства Джулиано Амато, и 27 апреля 2000 года Ди Пьетро со своими единомышленниками оставили партию и возродили «Италию ценностей». Три представителя «Демократов» стали министрами этого правительства: Антонио Макканико (министр институциональных реформ), Энцо Бьянко (министр внутренних дел) и Виллер Бордон (министр окружающей среды).
22-24 марта 2002 года состоялся учредительный съезд партии «Маргаритка», по итогам которого «Демократы» вместе с несколькими другими партиями (ИНП, Итальянское обновление, часть бывших членов Союза демократов за Европу, не последовавших за Клементе Мастелла, который сумел сохранить самостоятельность Союза) вошли в состав вновь созданной партии.